# Ommatius triniger
Ommatius triniger är en tvåvingeart som beskrevs av Martin 1964. Ommatius triniger ingår i släktet Ommatius och familjen rovflugor.
Artens utbredningsområde är Madagaskar. Inga underarter finns listade i Catalogue of Life.